# Васильев, Иван Афанасьевич (писатель)
Иван Афанасьевич Васи́льев (1924—1994) — русский советский писатель. Лауреат Ленинской премии (1986). Член ВКП(б) с 1942 года.

## Биография
И. А. Васильев родился 21 июля 1924 года в деревне Верховинино (ныне Бежаницкий район Псковской области) в крестьянской семье. Автор публицистических очерков и повестей, в том числе посвящённых острым проблемам жизни деревни. Организатор и создатель литературно-художественного музея истории Великой Отечественной войны в деревне Борки Великолукского района. Народный депутат СССР с 1989 года. Член СП СССР с 1972 года.
И. А. Васильев умер 31 декабря 1994 года. Похоронен в городе Великие Луки Псковской области.

## Произведения
- «В краю истоков» (1981);
- «Алые пилотки» (1983);
- «Допуск на инициативу» (1983);
- «Возвращение к земле» (1984);
- «Земляки» (1985);
- «Депутатский запрос» (1985);
- «Нематериальная потребность» (1985);
- «Только и всего (О времени и о себе» (1985);
- «Крестьянский сын» (1987);
- «Очищение» (1988)
- «Алые пилотки» (2-е издание,1989);

## Награды и премии
- Ленинская премия (1986) — за книгу очерков «Допуск на инициативу», очерки «Хвала дому своему», «Возвращение к земле», «Письма из деревни»
- Государственная премия РСФСР имени М. Горького (1980) — за книги очерков «Я люблю эту землю», «Беру на себя»

## Память
На здании Музея истории Великой Отечественной войны в деревне Борки установлена мемориальная доска (21.07.1996)